# Eneco Tour 2008
La 4e édition de l'Eneco Tour, inscrite au calendrier de l'UCI ProTour 2008, s'est déroulée du 20 au 27 août 2008. Il s'agit de la onzième épreuve de l'UCI ProTour 2008. L'Espagnol José Iván Gutiérrez (Caisse d'Épargne), tenant du titre et vainqueur du prologue, s'y est imposé devant Sébastien Rosseler et Michael Rogers. Alejandro Valverde, non présent, conserve la tête du ProTour à l'issue de cette course.

## Présentation

### Equipes
L'Eneco Tour figurant au calendrier du ProTour, les 18 UCI Proteams sont présentes, auxquelles il faut ajouter deux équipes continentales invitées.
| ProTeams (18)- Bouygues Telecom - Caisse d'Épargne - Cofidis-Le Crédit par Téléphone - Crédit agricole - CSC Saxo Bank - Euskaltel-Euskadi - Gerolsteiner - La Française des jeux - Lampre - Liquigas - Rabobank - Scott-American Beef - AG2R-La Mondiale - Team Milram - Columbia - Silence-Lotto - Astana - Quick Step Équipes continentales professionnelles (2)- Skil-Shimano - Cycle Collstrop |
| |

## Etapes
| Étape     | Date    | Villes étapes                                  | type                        | Distance (km) | Vainqueur d'étape    | Leader du classement général |
| --------- | ------- | ---------------------------------------------- | --------------------------- | ------------- | -------------------- | ---------------------------- |
| Prologue  | 20 août | Sittard-Geleen – Sittard-Geleen                | contre-la-montre individuel | 4,4           | José Iván Gutiérrez  | José Iván Gutiérrez          |
| 1re étape | 21 août | Beek – Ruremonde                               | étape vallonnée             | 173,8         | Tom Boonen           | José Iván Gutiérrez          |
| 2e étape  | 22 août | Ruremonde – Nieuwegein                         | étape de plaine             | 173,2         | André Greipel        | José Iván Gutiérrez          |
| 3e étape  | 23 août | Nieuwegein – Terneuzen                         | étape de plaine             | 185,9         | Daniele Bennati      | Daniele Bennati              |
| 4e étape  | 24 août | Terneuzen – Ardoye                             | étape vallonnée             | 213           | Tom Boonen           | André Greipel                |
| 5e étape  | 25 août | Ardoye – Ostende                               | étape de plaine             | 167           | Carlo Westphal       | André Greipel                |
| 6e étape  | 26 août | Maldeghem – région métropolitaine de Bruxelles | étape vallonnée             | 186           | Edvald Boasson Hagen | André Greipel                |
| 7e étape  | 27 août | Malines – Malines                              | contre-la-montre individuel | 18,8          | Raivis Belohvoščiks  | José Iván Gutiérrez          |

## Les étapes

### Prologue
Le prologue s'est déroulé le mercredi 20 août 2008 sur un circuit de 4,4 kilomètres dans Sittard-Geleen.
Les 4,4 km du parcours de ce prologue sont effectués dans la ville de Sittard, composante de la municipalité de Sittard-Geleen, dans la province de Limbourg. Le départ est donné sur la grand place (Markt) de Sittard. Le profil de la course n'est pas plat : les coureurs doivent en effet emprunter le Kollenberg. L'arrivée est située sur la Place du temple (Tempelplein).
Dans ce prologue de 4,4 kilomètres, le Français Cyril Lemoine reste longtemps le meilleur temps grâce au temps. En effet, il s'est élancé dans les premiers quand le temps était sec. Plus tard, il s'est mis à pleuvoir et les coureurs étaient désavantagés. Le chrono réalisé par le Français semblait inabordable sous la pluie même pour des spécialistes comme Stijn Devolder, Leif Hoste, Michael Rogers ou Joost Posthuma. Le dernier coureur à s'élancer était le tenant du titre, l'Espagnol José Iván Gutiérrez. Le rouleur de la Caisse d'Épargne réussit à battre pour moins d'une seconde le temps du Français et il devient ainsi le premier leader.
| \| Classement de l'étape \| Classement de l'étape \| Classement de l'étape \| Classement de l'étape \| Classement de l'étape \| \| Coureur \| Coureur \| Pays \| Équipe \| Temps \| \| --------------------- \| --------------------- \| --------------------- \| --------------------- \| --------------------- \| \| 1er \| José Iván Gutiérrez \| Espagne \| Caisse d'Épargne \| 5 min 31 s \| \| 2e \| Cyril Lemoine \| France \| Crédit Agricole \| + 0 s \| \| 3e \| Edvald Boasson Hagen \| Norvège \| Columbia \| + 0 s \| \| 4e \| Sébastien Rosseler \| Belgique \| Quick Step \| + 2 s \| \| 5e \| Michael Rogers \| Australie \| Columbia \| + 3 s \| \| 6e \| Koen de Kort \| Pays-Bas \| Astana \| + 3 s \| \| 7e \| Jurgen Van Goolen \| Belgique \| CSC Saxo Bank \| + 4 s \| \| 8e \| Jimmy Engoulvent \| France \| Crédit Agricole \| + 4 s \| \| 9e \| Jürgen Roelandts \| Belgique \| Silence-Lotto \| + 5 s \| \| 10e \| Marlon Pérez \| Colombie \| Caisse d'Épargne \| + 5 s \| |                      |           |                  |            |
| |                      |           |                  |            |
| |                      |           |                  |            |
| Classement de l'étape |                      |           |                  |            |
| Coureur | Coureur              | Pays      | Équipe           | Temps      |
| 1er | José Iván Gutiérrez  | Espagne   | Caisse d'Épargne | 5 min 31 s |
| 2e | Cyril Lemoine        | France    | Crédit Agricole  | + 0 s      |
| 3e | Edvald Boasson Hagen | Norvège   | Columbia         | + 0 s      |
| 4e | Sébastien Rosseler   | Belgique  | Quick Step       | + 2 s      |
| 5e | Michael Rogers       | Australie | Columbia         | + 3 s      |
| 6e | Koen de Kort         | Pays-Bas  | Astana           | + 3 s      |
| 7e | Jurgen Van Goolen    | Belgique  | CSC Saxo Bank    | + 4 s      |
| 8e | Jimmy Engoulvent     | France    | Crédit Agricole  | + 4 s      |
| 9e | Jürgen Roelandts     | Belgique  | Silence-Lotto    | + 5 s      |
| 10e | Marlon Pérez         | Colombie  | Caisse d'Épargne | + 5 s      |

| \| Classement général \| Classement général \| Classement général \| Classement général \| Classement général \| \| Coureur \| Coureur \| Pays \| Équipe \| Temps \| \| ------------------ \| -------------------- \| ------------------ \| ------------------ \| ------------------ \| \| 1er \| José Iván Gutiérrez \| Espagne \| Caisse d'Épargne \| 4 min 37 s \| \| 2e \| Cyril Lemoine \| France \| Crédit Agricole \| + 0 s \| \| 3e \| Edvald Boasson Hagen \| Norvège \| Columbia \| + 0 s \| \| 4e \| Sébastien Rosseler \| Belgique \| Quick Step \| + 2 s \| \| 5e \| Michael Rogers \| Australie \| Columbia \| + 3 s \| \| 6e \| Koen de Kort \| Pays-Bas \| Astana \| + 3 s \| \| 7e \| Jurgen Van Goolen \| Belgique \| CSC Saxo Bank \| + 4 s \| \| 8e \| Jimmy Engoulvent \| France \| Crédit Agricole \| + 4 s \| \| 9e \| Jürgen Roelandts \| Belgique \| Silence-Lotto \| + 5 s \| \| 10e \| Marlon Pérez \| Colombie \| Caisse d'Épargne \| + 5 s \| |                      |           |                  |            |
| |                      |           |                  |            |
| |                      |           |                  |            |
| Classement général |                      |           |                  |            |
| Coureur | Coureur              | Pays      | Équipe           | Temps      |
| 1er | José Iván Gutiérrez  | Espagne   | Caisse d'Épargne | 4 min 37 s |
| 2e | Cyril Lemoine        | France    | Crédit Agricole  | + 0 s      |
| 3e | Edvald Boasson Hagen | Norvège   | Columbia         | + 0 s      |
| 4e | Sébastien Rosseler   | Belgique  | Quick Step       | + 2 s      |
| 5e | Michael Rogers       | Australie | Columbia         | + 3 s      |
| 6e | Koen de Kort         | Pays-Bas  | Astana           | + 3 s      |
| 7e | Jurgen Van Goolen    | Belgique  | CSC Saxo Bank    | + 4 s      |
| 8e | Jimmy Engoulvent     | France    | Crédit Agricole  | + 4 s      |
| 9e | Jürgen Roelandts     | Belgique  | Silence-Lotto    | + 5 s      |
| 10e | Marlon Pérez         | Colombie  | Caisse d'Épargne | + 5 s      |

### 1reétape
La première étape s'est déroulée le jeudi 21 août 2008 entre Beek et Ruremonde, aux Pays-Bas. Elle a été remportée au sprint par le Belge Tom Boonen (Quick Step).
Cette première étape, longue de 173,8 km, relie Beek à Ruremonde, dans la province de Limbourg aux Pays-Bas. La première moitié de parcours emprunte en partie les routes de l'Amstel Gold Race. Il passe notamment à Valkenburg et par plusieurs monts jalonnant la classique printanière néerlandaise : le Cauberg (km 18,7), le Camerig (nl) (km 50,5) et l'Eyserweg (nl) (km 72,7). La suite de l'étape jusqu'à l'arrivée à Ruremonde ne présente pas de relief.
Dans cette première étape en ligne, deux coureurs néerlandais, à savoir Floris Goesinnen et Bram Tankink ont choisi de s'élancé dans une échappée. Les primes et les classements intermédiaires ont été partagés entre eux deux. Malgré tout, ils se font rejoindre à 11 kilomètres et personne ne peut empêcher le sprint massif.
L'équipe Quick Step-Innergetic, a amené sur un plateau Tom Boonen dans la dernière ligne droite. Il s'impose facilement devant deux Italiens et le champion de Belgique, Jürgen Roelandts.
| \| Classement de l'étape \| Classement de l'étape \| Classement de l'étape \| Classement de l'étape \| Classement de l'étape \| \| Coureur \| Coureur \| Pays \| Équipe \| Temps \| \| --------------------- \| --------------------- \| --------------------- \| --------------------- \| --------------------- \| \| 1er \| Tom Boonen \| Belgique \| Quick Step \| 4 h 16 min 17 s \| \| 2e \| Daniele Bennati \| Italie \| Liquigas \| + 0 s \| \| 3e \| Fabio Sabatini \| Italie \| Team Milram \| + 0 s \| \| 4e \| Jürgen Roelandts \| Belgique \| Silence-Lotto \| + 0 s \| \| 5e \| Heinrich Haussler \| Allemagne \| Gerolsteiner \| + 0 s \| \| 6e \| Edvald Boasson Hagen \| Norvège \| Columbia \| + 0 s \| \| 7e \| Angelo Furlan \| Italie \| Crédit Agricole \| + 0 s \| \| 8e \| Kenny van Hummel \| Pays-Bas \| Skil-Shimano \| + 0 s \| \| 9e \| Elia Rigotto \| Italie \| Team Milram \| + 0 s \| \| 10e \| Aurélien Clerc \| Suisse \| Bouygues Telecom \| + 0 s \| |                      |           |                  |                 |
| |                      |           |                  |                 |
| |                      |           |                  |                 |
| Classement de l'étape |                      |           |                  |                 |
| Coureur | Coureur              | Pays      | Équipe           | Temps           |
| 1er | Tom Boonen           | Belgique  | Quick Step       | 4 h 16 min 17 s |
| 2e | Daniele Bennati      | Italie    | Liquigas         | + 0 s           |
| 3e | Fabio Sabatini       | Italie    | Team Milram      | + 0 s           |
| 4e | Jürgen Roelandts     | Belgique  | Silence-Lotto    | + 0 s           |
| 5e | Heinrich Haussler    | Allemagne | Gerolsteiner     | + 0 s           |
| 6e | Edvald Boasson Hagen | Norvège   | Columbia         | + 0 s           |
| 7e | Angelo Furlan        | Italie    | Crédit Agricole  | + 0 s           |
| 8e | Kenny van Hummel     | Pays-Bas  | Skil-Shimano     | + 0 s           |
| 9e | Elia Rigotto         | Italie    | Team Milram      | + 0 s           |
| 10e | Aurélien Clerc       | Suisse    | Bouygues Telecom | + 0 s           |

| \| Classement général \| Classement général \| Classement général \| Classement général \| Classement général \| \| Coureur \| Coureur \| Pays \| Équipe \| Temps \| \| ------------------ \| -------------------- \| ------------------ \| ------------------ \| ------------------ \| \| 1er \| José Iván Gutiérrez \| Espagne \| Caisse d'Épargne \| 4 h 21 min 46 s \| \| 2e \| Cyril Lemoine \| France \| Crédit Agricole \| + 2 s \| \| 3e \| Edvald Boasson Hagen \| Norvège \| Columbia \| + 3 s \| \| 4e \| Sébastien Rosseler \| Belgique \| Quick Step \| + 5 s \| \| 5e \| Michael Rogers \| Australie \| Columbia \| + 6 s \| \| 6e \| Koen de Kort \| Pays-Bas \| Astana \| + 6 s \| \| 7e \| Daniele Bennati \| Italie \| Liquigas \| + 6 s \| \| 8e \| Jurgen Van Goolen \| Belgique \| CSC Saxo Bank \| + 7 s \| \| 9e \| Jimmy Engoulvent \| France \| Crédit Agricole \| + 7 s \| \| 10e \| Jürgen Roelandts \| Belgique \| Silence-Lotto \| + 8 s \| |                      |           |                  |                 |
| |                      |           |                  |                 |
| |                      |           |                  |                 |
| Classement général |                      |           |                  |                 |
| Coureur | Coureur              | Pays      | Équipe           | Temps           |
| 1er | José Iván Gutiérrez  | Espagne   | Caisse d'Épargne | 4 h 21 min 46 s |
| 2e | Cyril Lemoine        | France    | Crédit Agricole  | + 2 s           |
| 3e | Edvald Boasson Hagen | Norvège   | Columbia         | + 3 s           |
| 4e | Sébastien Rosseler   | Belgique  | Quick Step       | + 5 s           |
| 5e | Michael Rogers       | Australie | Columbia         | + 6 s           |
| 6e | Koen de Kort         | Pays-Bas  | Astana           | + 6 s           |
| 7e | Daniele Bennati      | Italie    | Liquigas         | + 6 s           |
| 8e | Jurgen Van Goolen    | Belgique  | CSC Saxo Bank    | + 7 s           |
| 9e | Jimmy Engoulvent     | France    | Crédit Agricole  | + 7 s           |
| 10e | Jürgen Roelandts     | Belgique  | Silence-Lotto    | + 8 s           |

### 2eétape
La deuxième étape s'est déroulée le vendredi 22 août 2008 entre Ruremonde et Nieuwegein, aux Pays-Bas. Elle a été remportée au sprint par l'Allemand André Greipel (Team Columbia).
Cette étape part de Ruremonde, où se trouvait la ligne d'arrivée la veille, et se conclut à Nieuwegein, dans la province d'Utrecht aux Pays-Bas. Le parcours est plat.
La première partie de la deuxième étape a été marquée par un gros rythme, de sorte que personne n'ai réussit à s'échapper. Le peloton a fini par ralentir lorsque cinq coureurs : Matthé Pronk, Artur Gajek, Ermanno Capelli, Javier Aramendia et David Deroo se sont extirpés du groupe. Malheureusement pour eux, ils se sont reprendre à 9 kilomètres du but. Le sprint massif était donc inévitable, et cette fois l'équipe Quick Step-Innergetic fut piégé par l'équipe Team Columbia qui envoya André Greipel remporté son dixième succès de la saison, son sixième sur le ProTour. José Iván Gutiérrez conserve son maillot de leader.
| \| Classement de l'étape \| Classement de l'étape \| Classement de l'étape \| Classement de l'étape \| Classement de l'étape \| \| Coureur \| Coureur \| Pays \| Équipe \| Temps \| \| --------------------- \| --------------------- \| --------------------- \| --------------------- \| --------------------- \| \| 1er \| André Greipel \| Allemagne \| Columbia \| 3 h 51 min 31 s \| \| 2e \| Juan José Haedo \| Argentine \| CSC Saxo Bank \| + 0 s \| \| 3e \| Robert Förster \| Allemagne \| Gerolsteiner \| + 0 s \| \| 4e \| Kenny van Hummel \| Pays-Bas \| Skil-Shimano \| + 0 s \| \| 5e \| Tom Boonen \| Belgique \| Quick Step \| + 0 s \| \| 6e \| Edvald Boasson Hagen \| Norvège \| Columbia \| + 0 s \| \| 7e \| Jürgen Roelandts \| Belgique \| Silence-Lotto \| + 0 s \| \| 8e \| Francesco Chicchi \| Italie \| Liquigas \| + 0 s \| \| 9e \| David Kopp \| Allemagne \| Cycle Collstrop \| + 0 s \| \| 10e \| Elia Rigotto \| Italie \| Team Milram \| + 0 s \| |                      |           |                 |                 |
| |                      |           |                 |                 |
| |                      |           |                 |                 |
| Classement de l'étape |                      |           |                 |                 |
| Coureur | Coureur              | Pays      | Équipe          | Temps           |
| 1er | André Greipel        | Allemagne | Columbia        | 3 h 51 min 31 s |
| 2e | Juan José Haedo      | Argentine | CSC Saxo Bank   | + 0 s           |
| 3e | Robert Förster       | Allemagne | Gerolsteiner    | + 0 s           |
| 4e | Kenny van Hummel     | Pays-Bas  | Skil-Shimano    | + 0 s           |
| 5e | Tom Boonen           | Belgique  | Quick Step      | + 0 s           |
| 6e | Edvald Boasson Hagen | Norvège   | Columbia        | + 0 s           |
| 7e | Jürgen Roelandts     | Belgique  | Silence-Lotto   | + 0 s           |
| 8e | Francesco Chicchi    | Italie    | Liquigas        | + 0 s           |
| 9e | David Kopp           | Allemagne | Cycle Collstrop | + 0 s           |
| 10e | Elia Rigotto         | Italie    | Team Milram     | + 0 s           |

| \| Classement général \| Classement général \| Classement général \| Classement général \| Classement général \| \| Coureur \| Coureur \| Pays \| Équipe \| Temps \| \| ------------------ \| -------------------- \| ------------------ \| ------------------ \| ------------------ \| \| 1er \| José Iván Gutiérrez \| Espagne \| Caisse d'Épargne \| 8 h 13 min 17 s \| \| 2e \| Edvald Boasson Hagen \| Norvège \| Columbia \| + 0 s \| \| 3e \| Cyril Lemoine \| France \| Crédit Agricole \| + 1 s \| \| 4e \| André Greipel \| Allemagne \| Columbia \| + 2 s \| \| 5e \| Sébastien Rosseler \| Belgique \| Quick Step \| + 5 s \| \| 6e \| Michael Rogers \| Australie \| Columbia \| + 6 s \| \| 7e \| Jürgen Roelandts \| Belgique \| Silence-Lotto \| + 6 s \| \| 8e \| Koen de Kort \| Pays-Bas \| Astana \| + 6 s \| \| 9e \| Daniele Bennati \| Italie \| Liquigas \| + 6 s \| \| 10e \| Jimmy Engoulvent \| France \| Crédit Agricole \| + 7 s \| |                      |           |                  |                 |
| |                      |           |                  |                 |
| |                      |           |                  |                 |
| Classement général |                      |           |                  |                 |
| Coureur | Coureur              | Pays      | Équipe           | Temps           |
| 1er | José Iván Gutiérrez  | Espagne   | Caisse d'Épargne | 8 h 13 min 17 s |
| 2e | Edvald Boasson Hagen | Norvège   | Columbia         | + 0 s           |
| 3e | Cyril Lemoine        | France    | Crédit Agricole  | + 1 s           |
| 4e | André Greipel        | Allemagne | Columbia         | + 2 s           |
| 5e | Sébastien Rosseler   | Belgique  | Quick Step       | + 5 s           |
| 6e | Michael Rogers       | Australie | Columbia         | + 6 s           |
| 7e | Jürgen Roelandts     | Belgique  | Silence-Lotto    | + 6 s           |
| 8e | Koen de Kort         | Pays-Bas  | Astana           | + 6 s           |
| 9e | Daniele Bennati      | Italie    | Liquigas         | + 6 s           |
| 10e | Jimmy Engoulvent     | France    | Crédit Agricole  | + 7 s           |

### 3eétape
La troisième étape s'est déroulée le samedi 23 août 2008 entre Nieuwegein et Terneuzen. Elle a été remportée au sprint par l'Italien Daniele Bennati (Liquigas).
La troisième étape de cet Eneco Tour est la dernière étape se déroulant entièrement sur les routes néerlandaises. Longue de 185,9 km, elle prend son départ dans la ville-arrivée de la veille, Nieuwegein, et se conclut à Terneuzen, dans la province de Zélande. Le parcours ne présente pas de difficulté.
Comme les deux précédentes étapes une autre longue échappée se forma, avec Aitor Hernandez, Raúl Alarcón, Yohann Gène et encore une fois Matthé Pronk. Plus de 100 kilomètres plus loin, ils furent rejoints par Maarten Tjallingii et Laurent Mangel. La direction du vent et la vitesse de la poursuite des Quick Step-Innergetic, avantagea les cassures dans le peloton. Ce qui finit par provoquer un éclatement en deux morceaux du peloton, sans conséquences pour les 10 premiers du général.
L'allure élevée permit un regroupement du premier peloton avec les échappées et un troisième sprint massif d'affilée. Cette fois c'est Daniele Bennati qui s'imposa et prit du même coup, grâce aux bonifications la tête du général.
| \| Classement de l'étape \| Classement de l'étape \| Classement de l'étape \| Classement de l'étape \| Classement de l'étape \| \| Coureur \| Coureur \| Pays \| Équipe \| Temps \| \| --------------------- \| --------------------- \| --------------------- \| --------------------- \| --------------------- \| \| 1er \| Daniele Bennati \| Italie \| Liquigas \| 4 h 46 min 08 s \| \| 2e \| Tom Boonen \| Belgique \| Quick Step \| + 0 s \| \| 3e \| Jürgen Roelandts \| Belgique \| Silence-Lotto \| + 0 s \| \| 4e \| Kenny van Hummel \| Pays-Bas \| Skil-Shimano \| + 0 s \| \| 5e \| Borut Božič \| Slovénie \| Cycle Collstrop \| + 0 s \| \| 6e \| Tom Leezer \| Pays-Bas \| Rabobank \| + 0 s \| \| 7e \| Alberto Curtolo \| Italie \| Liquigas \| + 0 s \| \| 8e \| David Kopp \| Allemagne \| Cycle Collstrop \| + 0 s \| \| 9e \| Robert Förster \| Allemagne \| Gerolsteiner \| + 0 s \| \| 10e \| Roger Hammond \| Royaume-Uni \| Columbia \| + 0 s \| |                  |             |                 |                 |
| |                  |             |                 |                 |
| |                  |             |                 |                 |
| Classement de l'étape |                  |             |                 |                 |
| Coureur | Coureur          | Pays        | Équipe          | Temps           |
| 1er | Daniele Bennati  | Italie      | Liquigas        | 4 h 46 min 08 s |
| 2e | Tom Boonen       | Belgique    | Quick Step      | + 0 s           |
| 3e | Jürgen Roelandts | Belgique    | Silence-Lotto   | + 0 s           |
| 4e | Kenny van Hummel | Pays-Bas    | Skil-Shimano    | + 0 s           |
| 5e | Borut Božič      | Slovénie    | Cycle Collstrop | + 0 s           |
| 6e | Tom Leezer       | Pays-Bas    | Rabobank        | + 0 s           |
| 7e | Alberto Curtolo  | Italie      | Liquigas        | + 0 s           |
| 8e | David Kopp       | Allemagne   | Cycle Collstrop | + 0 s           |
| 9e | Robert Förster   | Allemagne   | Gerolsteiner    | + 0 s           |
| 10e | Roger Hammond    | Royaume-Uni | Columbia        | + 0 s           |

| \| Classement général \| Classement général \| Classement général \| Classement général \| Classement général \| \| Coureur \| Coureur \| Pays \| Équipe \| Temps \| \| ------------------ \| -------------------- \| ------------------ \| ------------------ \| ------------------ \| \| 1er \| Daniele Bennati \| Italie \| Liquigas \| 12 h 59 min 21 s \| \| 2e \| Edvald Boasson Hagen \| Norvège \| Columbia \| + 1 s \| \| 3e \| André Greipel \| Allemagne \| Columbia \| + 4 s \| \| 4e \| José Iván Gutiérrez \| Espagne \| Caisse d'Épargne \| + 4 s \| \| 5e \| Cyril Lemoine \| France \| Crédit Agricole \| + 5 s \| \| 6e \| Jürgen Roelandts \| Belgique \| Silence-Lotto \| + 6 s \| \| 7e \| Sébastien Rosseler \| Belgique \| Quick Step \| + 8 s \| \| 8e \| Michael Rogers \| Australie \| Columbia \| + 10 s \| \| 9e \| Koen de Kort \| Pays-Bas \| Astana \| + 10 s \| \| 10e \| Marlon Pérez \| Colombie \| Caisse d'Épargne \| + 12 s \| |                      |           |                  |                  |
| |                      |           |                  |                  |
| |                      |           |                  |                  |
| Classement général |                      |           |                  |                  |
| Coureur | Coureur              | Pays      | Équipe           | Temps            |
| 1er | Daniele Bennati      | Italie    | Liquigas         | 12 h 59 min 21 s |
| 2e | Edvald Boasson Hagen | Norvège   | Columbia         | + 1 s            |
| 3e | André Greipel        | Allemagne | Columbia         | + 4 s            |
| 4e | José Iván Gutiérrez  | Espagne   | Caisse d'Épargne | + 4 s            |
| 5e | Cyril Lemoine        | France    | Crédit Agricole  | + 5 s            |
| 6e | Jürgen Roelandts     | Belgique  | Silence-Lotto    | + 6 s            |
| 7e | Sébastien Rosseler   | Belgique  | Quick Step       | + 8 s            |
| 8e | Michael Rogers       | Australie | Columbia         | + 10 s           |
| 9e | Koen de Kort         | Pays-Bas  | Astana           | + 10 s           |
| 10e | Marlon Pérez         | Colombie  | Caisse d'Épargne | + 12 s           |

### 4eétape
La quatrième étape s'est déroulée le dimanche 24 août 2008 entre Terneuzen aux Pays-Bas et Ardooie en Belgique. Elle a été remportée par le Belge Tom Boonen (Quick Step), déjà vainqueur de la première étape.
L'Eneco Tour franchit la frontière belgo-néerlandaise à l'occasion de cette étape, la plus longue de la course (212,4 km). Le peloton entre en Belgique peu après le départ de Terneuzen. Il se dirige vers le sud, en contournant Gand, pour rejoindre les Ardennes flamandes. Le milieu d'étape est ainsi marqué par le franchissement de monts empruntés par de nombreuses courses flandriennes : le Wolvenberg, l'Edelareberg, le Leberg, le Valkenberg, le Kruisberg, le Paterberg, le Vieux Quaremont, le Mont de l'Enclus et le Tiegemberg. Trois d'entre eux offrent des points pour le classement de la montagne : le Kruisberg, le Vieux Quaremont et le Tiegemberg. Les soixante derniers kilomètres jusqu'à l'arrivée à Ardooie, en Flandre-Occidentale, sont relativement plats.
| \| Classement de l'étape \| Classement de l'étape \| Classement de l'étape \| Classement de l'étape \| Classement de l'étape \| \| Coureur \| Coureur \| Pays \| Équipe \| Temps \| \| --------------------- \| --------------------- \| --------------------- \| --------------------- \| --------------------- \| \| 1er \| Tom Boonen \| Belgique \| Quick Step \| 5 h 00 min 35 s \| \| 2e \| Kenny van Hummel \| Pays-Bas \| Skil-Shimano \| + 0 s \| \| 3e \| Edvald Boasson Hagen \| Norvège \| Columbia \| + 0 s \| \| 4e \| Borut Božič \| Slovénie \| Cycle Collstrop \| + 0 s \| \| 5e \| Matti Breschel \| Danemark \| CSC Saxo Bank \| + 0 s \| \| 6e \| Jürgen Roelandts \| Belgique \| Silence-Lotto \| + 0 s \| \| 7e \| Aurélien Clerc \| Suisse \| Bouygues Telecom \| + 0 s \| \| 8e \| Francesco Chicchi \| Italie \| Liquigas \| + 0 s \| \| 9e \| Elia Rigotto \| Italie \| Team Milram \| + 0 s \| \| 10e \| Cyril Lemoine \| France \| Crédit Agricole \| + 0 s \| |                      |          |                  |                 |
| |                      |          |                  |                 |
| |                      |          |                  |                 |
| Classement de l'étape |                      |          |                  |                 |
| Coureur | Coureur              | Pays     | Équipe           | Temps           |
| 1er | Tom Boonen           | Belgique | Quick Step       | 5 h 00 min 35 s |
| 2e | Kenny van Hummel     | Pays-Bas | Skil-Shimano     | + 0 s           |
| 3e | Edvald Boasson Hagen | Norvège  | Columbia         | + 0 s           |
| 4e | Borut Božič          | Slovénie | Cycle Collstrop  | + 0 s           |
| 5e | Matti Breschel       | Danemark | CSC Saxo Bank    | + 0 s           |
| 6e | Jürgen Roelandts     | Belgique | Silence-Lotto    | + 0 s           |
| 7e | Aurélien Clerc       | Suisse   | Bouygues Telecom | + 0 s           |
| 8e | Francesco Chicchi    | Italie   | Liquigas         | + 0 s           |
| 9e | Elia Rigotto         | Italie   | Team Milram      | + 0 s           |
| 10e | Cyril Lemoine        | France   | Crédit Agricole  | + 0 s           |

| \| Classement général \| Classement général \| Classement général \| Classement général \| Classement général \| \| Coureur \| Coureur \| Pays \| Équipe \| Temps \| \| ------------------ \| -------------------- \| ------------------ \| ------------------ \| ------------------ \| \| 1er \| André Greipel \| Allemagne \| Columbia \| 17 h 59 min 51 s \| \| 2e \| Edvald Boasson Hagen \| Norvège \| Columbia \| + 2 s \| \| 3e \| Tom Boonen \| Belgique \| Quick Step \| + 7 s \| \| 4e \| José Iván Gutiérrez \| Espagne \| Caisse d'Épargne \| + 9 s \| \| 5e \| Cyril Lemoine \| France \| Crédit Agricole \| + 10 s \| \| 6e \| Jürgen Roelandts \| Belgique \| Silence-Lotto \| + 11 s \| \| 7e \| Sébastien Rosseler \| Belgique \| Quick Step \| + 13 s \| \| 8e \| Michael Rogers \| Australie \| Columbia \| + 15 s \| \| 9e \| Koen de Kort \| Pays-Bas \| Astana \| + 15 s \| \| 10e \| Marlon Pérez \| Colombie \| Caisse d'Épargne \| + 17 s \| |                      |           |                  |                  |
| |                      |           |                  |                  |
| |                      |           |                  |                  |
| Classement général |                      |           |                  |                  |
| Coureur | Coureur              | Pays      | Équipe           | Temps            |
| 1er | André Greipel        | Allemagne | Columbia         | 17 h 59 min 51 s |
| 2e | Edvald Boasson Hagen | Norvège   | Columbia         | + 2 s            |
| 3e | Tom Boonen           | Belgique  | Quick Step       | + 7 s            |
| 4e | José Iván Gutiérrez  | Espagne   | Caisse d'Épargne | + 9 s            |
| 5e | Cyril Lemoine        | France    | Crédit Agricole  | + 10 s           |
| 6e | Jürgen Roelandts     | Belgique  | Silence-Lotto    | + 11 s           |
| 7e | Sébastien Rosseler   | Belgique  | Quick Step       | + 13 s           |
| 8e | Michael Rogers       | Australie | Columbia         | + 15 s           |
| 9e | Koen de Kort         | Pays-Bas  | Astana           | + 15 s           |
| 10e | Marlon Pérez         | Colombie  | Caisse d'Épargne | + 17 s           |

### 5eétape
La cinquième étape s'est déroulée le lundi 25 août 2008 entre Ardooie et Ostende, en Belgique. Elle a été remportée au sprint par l'Allemand Carlo Westphal (Gerolsteiner).
Cette cinquième étape entre Ardooie et Ostende est entièrement disputée dans la province de Flandre-Occidentale, en Belgique. Le parcours de 171,8 km est plat. Les coureurs effectuent un premier circuit entre Ardooie, Moorslede et Lichtervelde. Ils se dirigent ensuite vers Ypres, puis remontent vers le nord et rejoignent la côte via Dixmude.
| \| Classement de l'étape \| Classement de l'étape \| Classement de l'étape \| Classement de l'étape \| Classement de l'étape \| \| Coureur \| Coureur \| Pays \| Équipe \| Temps \| \| --------------------- \| --------------------- \| --------------------- \| --------------------- \| --------------------- \| \| 1er \| Carlo Westphal \| Allemagne \| Gerolsteiner \| 3 h 57 min 38 s \| \| 2e \| Yauheni Hutarovich \| Biélorussie \| La Française des jeux \| + 0 s \| \| 3e \| Borut Božič \| Slovénie \| Cycle Collstrop \| + 0 s \| \| 4e \| André Greipel \| Allemagne \| Columbia \| + 0 s \| \| 5e \| Jürgen Roelandts \| Belgique \| Silence-Lotto \| + 0 s \| \| 6e \| Gert Steegmans \| Belgique \| Quick Step \| + 0 s \| \| 7e \| Sébastien Turgot \| France \| Bouygues Telecom \| + 0 s \| \| 8e \| Mathew Hayman \| Australie \| Rabobank \| + 0 s \| \| 9e \| Tom Leezer \| Pays-Bas \| Rabobank \| + 0 s \| \| 10e \| Robert Wagner \| Allemagne \| Skil-Shimano \| + 0 s \| |                    |             |                       |                 |
| |                    |             |                       |                 |
| |                    |             |                       |                 |
| Classement de l'étape |                    |             |                       |                 |
| Coureur | Coureur            | Pays        | Équipe                | Temps           |
| 1er | Carlo Westphal     | Allemagne   | Gerolsteiner          | 3 h 57 min 38 s |
| 2e | Yauheni Hutarovich | Biélorussie | La Française des jeux | + 0 s           |
| 3e | Borut Božič        | Slovénie    | Cycle Collstrop       | + 0 s           |
| 4e | André Greipel      | Allemagne   | Columbia              | + 0 s           |
| 5e | Jürgen Roelandts   | Belgique    | Silence-Lotto         | + 0 s           |
| 6e | Gert Steegmans     | Belgique    | Quick Step            | + 0 s           |
| 7e | Sébastien Turgot   | France      | Bouygues Telecom      | + 0 s           |
| 8e | Mathew Hayman      | Australie   | Rabobank              | + 0 s           |
| 9e | Tom Leezer         | Pays-Bas    | Rabobank              | + 0 s           |
| 10e | Robert Wagner      | Allemagne   | Skil-Shimano          | + 0 s           |

| \| Classement général \| Classement général \| Classement général \| Classement général \| Classement général \| \| Coureur \| Coureur \| Pays \| Équipe \| Temps \| \| ------------------ \| ------------------- \| ------------------ \| ------------------ \| ------------------ \| \| 1er \| André Greipel \| Allemagne \| Columbia \| 21 h 57 min 26 s \| \| 2e \| José Iván Gutiérrez \| Espagne \| Caisse d'Épargne \| + 11 s \| \| 3e \| Jürgen Roelandts \| Belgique \| Silence-Lotto \| + 12 s \| \| 4e \| Sébastien Rosseler \| Belgique \| Quick Step \| + 16 s \| \| 5e \| Michael Rogers \| Australie \| Columbia \| + 18 s \| \| 6e \| Koen de Kort \| Pays-Bas \| Astana \| + 18 s \| \| 7e \| Joost Posthuma \| Pays-Bas \| Rabobank \| + 21 s \| \| 8e \| Stijn Devolder \| Belgique \| Quick Step \| + 22 s \| \| 9e \| Bram Tankink \| Pays-Bas \| Rabobank \| + 22 s \| \| 10e \| Piet Rooijakkers \| Pays-Bas \| Skil-Shimano \| + 24 s \| |                     |           |                  |                  |
| |                     |           |                  |                  |
| |                     |           |                  |                  |
| Classement général |                     |           |                  |                  |
| Coureur | Coureur             | Pays      | Équipe           | Temps            |
| 1er | André Greipel       | Allemagne | Columbia         | 21 h 57 min 26 s |
| 2e | José Iván Gutiérrez | Espagne   | Caisse d'Épargne | + 11 s           |
| 3e | Jürgen Roelandts    | Belgique  | Silence-Lotto    | + 12 s           |
| 4e | Sébastien Rosseler  | Belgique  | Quick Step       | + 16 s           |
| 5e | Michael Rogers      | Australie | Columbia         | + 18 s           |
| 6e | Koen de Kort        | Pays-Bas  | Astana           | + 18 s           |
| 7e | Joost Posthuma      | Pays-Bas  | Rabobank         | + 21 s           |
| 8e | Stijn Devolder      | Belgique  | Quick Step       | + 22 s           |
| 9e | Bram Tankink        | Pays-Bas  | Rabobank         | + 22 s           |
| 10e | Piet Rooijakkers    | Pays-Bas  | Skil-Shimano     | + 24 s           |

### 6eétape
La sixième étape s'est déroulée le mardi 26 août 2008 entre Maldeghem et Bruxelles. Elle a été remportée au sprint par le Norvégien Edvald Boasson Hagen (Team Columbia), à l'issue d'un final mouvementé.
Il s'agit de la dernière étape en ligne de l'Eneco Tour 2008. Le départ est donné à Maldeghem, en Flandre-Occidentale. Un passage au sud de la province permet d'emprunter le mur de Grammont et le Bosberg. Le peloton entre ensuite dans le Brabant flamand, où se trouvent d'autres difficultés : le Congoberg, l'Alsemberg, le Bruine Put et le Putberg. La ligne d'arrivée est située à Bruxelles, près du stade Victor Boin.
| \| Classement de l'étape \| Classement de l'étape \| Classement de l'étape \| Classement de l'étape \| Classement de l'étape \| \| Coureur \| Coureur \| Pays \| Équipe \| Temps \| \| --------------------- \| --------------------- \| --------------------- \| --------------------- \| --------------------- \| \| 1er \| Edvald Boasson Hagen \| Norvège \| Columbia \| 4 h 07 min 20 s \| \| 2e \| Jimmy Engoulvent \| France \| Crédit Agricole \| + 0 s \| \| 3e \| Sergueï Ivanov \| Russie \| Astana \| + 0 s \| \| 4e \| André Greipel \| Allemagne \| Columbia \| + 0 s \| \| 5e \| Jürgen Roelandts \| Belgique \| Silence-Lotto \| + 0 s \| \| 6e \| Elia Rigotto \| Italie \| Team Milram \| + 0 s \| \| 7e \| Francesco Chicchi \| Italie \| Liquigas \| + 0 s \| \| 8e \| Matthew Goss \| Australie \| CSC Saxo Bank \| + 0 s \| \| 9e \| Roger Hammond \| Royaume-Uni \| Columbia \| + 0 s \| \| 10e \| Kenny van Hummel \| Pays-Bas \| Skil-Shimano \| + 0 s \| |                      |             |                 |                 |
| |                      |             |                 |                 |
| |                      |             |                 |                 |
| Classement de l'étape |                      |             |                 |                 |
| Coureur | Coureur              | Pays        | Équipe          | Temps           |
| 1er | Edvald Boasson Hagen | Norvège     | Columbia        | 4 h 07 min 20 s |
| 2e | Jimmy Engoulvent     | France      | Crédit Agricole | + 0 s           |
| 3e | Sergueï Ivanov       | Russie      | Astana          | + 0 s           |
| 4e | André Greipel        | Allemagne   | Columbia        | + 0 s           |
| 5e | Jürgen Roelandts     | Belgique    | Silence-Lotto   | + 0 s           |
| 6e | Elia Rigotto         | Italie      | Team Milram     | + 0 s           |
| 7e | Francesco Chicchi    | Italie      | Liquigas        | + 0 s           |
| 8e | Matthew Goss         | Australie   | CSC Saxo Bank   | + 0 s           |
| 9e | Roger Hammond        | Royaume-Uni | Columbia        | + 0 s           |
| 10e | Kenny van Hummel     | Pays-Bas    | Skil-Shimano    | + 0 s           |

| \| Classement général \| Classement général \| Classement général \| Classement général \| Classement général \| \| Coureur \| Coureur \| Pays \| Équipe \| Temps \| \| ------------------ \| ------------------- \| ------------------ \| ------------------ \| ------------------ \| \| 1er \| André Greipel \| Allemagne \| Columbia \| 26 h 04 min 46 s \| \| 2e \| José Iván Gutiérrez \| Espagne \| Caisse d'Épargne \| + 11 s \| \| 3e \| Jürgen Roelandts \| Belgique \| Silence-Lotto \| + 12 s \| \| 4e \| Sébastien Rosseler \| Belgique \| Quick Step \| + 15 s \| \| 5e \| Michael Rogers \| Australie \| Columbia \| + 18 s \| \| 6e \| Koen de Kort \| Pays-Bas \| Astana \| + 18 s \| \| 7e \| Bram Tankink \| Pays-Bas \| Rabobank \| + 19 s \| \| 8e \| Joost Posthuma \| Pays-Bas \| Rabobank \| + 21 s \| \| 9e \| Stijn Devolder \| Belgique \| Quick Step \| + 22 s \| \| 10e \| Piet Rooijakkers \| Pays-Bas \| Skil-Shimano \| + 24 s \| |                     |           |                  |                  |
| |                     |           |                  |                  |
| |                     |           |                  |                  |
| Classement général |                     |           |                  |                  |
| Coureur | Coureur             | Pays      | Équipe           | Temps            |
| 1er | André Greipel       | Allemagne | Columbia         | 26 h 04 min 46 s |
| 2e | José Iván Gutiérrez | Espagne   | Caisse d'Épargne | + 11 s           |
| 3e | Jürgen Roelandts    | Belgique  | Silence-Lotto    | + 12 s           |
| 4e | Sébastien Rosseler  | Belgique  | Quick Step       | + 15 s           |
| 5e | Michael Rogers      | Australie | Columbia         | + 18 s           |
| 6e | Koen de Kort        | Pays-Bas  | Astana           | + 18 s           |
| 7e | Bram Tankink        | Pays-Bas  | Rabobank         | + 19 s           |
| 8e | Joost Posthuma      | Pays-Bas  | Rabobank         | + 21 s           |
| 9e | Stijn Devolder      | Belgique  | Quick Step       | + 22 s           |
| 10e | Piet Rooijakkers    | Pays-Bas  | Skil-Shimano     | + 24 s           |

### 7eétape
La septième et dernière étape s'est déroulée le mercredi 27 août 2008 dans Malines. Il s'agissait d'un contre-la-montre individuel.
| \| Classement de l'étape \| Classement de l'étape \| Classement de l'étape \| Classement de l'étape \| Classement de l'étape \| \| Coureur \| Coureur \| Pays \| Équipe \| Temps \| \| --------------------- \| --------------------- \| --------------------- \| ------------------------------- \| --------------------- \| \| 1er \| Raivis Belohvoščiks \| Lettonie \| Scott-American Beef \| 22 min 02 s \| \| 2e \| José Iván Gutiérrez \| Espagne \| Caisse d'Épargne \| + 8 s \| \| 3e \| Sébastien Rosseler \| Belgique \| Quick Step \| + 8 s \| \| 4e \| Michael Rogers \| Australie \| Columbia \| + 8 s \| \| 5e \| Stijn Devolder \| Belgique \| Quick Step \| + 10 s \| \| 6e \| Edvald Boasson Hagen \| Norvège \| Columbia \| + 19 s \| \| 7e \| Servais Knaven \| Pays-Bas \| Columbia \| + 21 s \| \| 8e \| Rein Taaramäe \| Estonie \| Cofidis-Le Crédit par Téléphone \| + 28 s \| \| 9e \| André Greipel \| Allemagne \| Columbia \| + 33 s \| \| 10e \| Rubens Bertogliati \| Suisse \| Scott-American Beef \| + 35 s \| |                      |           |                                 |             |
| |                      |           |                                 |             |
| |                      |           |                                 |             |
| Classement de l'étape |                      |           |                                 |             |
| Coureur | Coureur              | Pays      | Équipe                          | Temps       |
| 1er | Raivis Belohvoščiks  | Lettonie  | Scott-American Beef             | 22 min 02 s |
| 2e | José Iván Gutiérrez  | Espagne   | Caisse d'Épargne                | + 8 s       |
| 3e | Sébastien Rosseler   | Belgique  | Quick Step                      | + 8 s       |
| 4e | Michael Rogers       | Australie | Columbia                        | + 8 s       |
| 5e | Stijn Devolder       | Belgique  | Quick Step                      | + 10 s      |
| 6e | Edvald Boasson Hagen | Norvège   | Columbia                        | + 19 s      |
| 7e | Servais Knaven       | Pays-Bas  | Columbia                        | + 21 s      |
| 8e | Rein Taaramäe        | Estonie   | Cofidis-Le Crédit par Téléphone | + 28 s      |
| 9e | André Greipel        | Allemagne | Columbia                        | + 33 s      |
| 10e | Rubens Bertogliati   | Suisse    | Scott-American Beef             | + 35 s      |

## Classements finals
| \| Classement général \| Classement général \| Classement général \| Classement général \| Classement général \| \| Coureur \| Coureur \| Pays \| Équipe \| Temps \| \| ------------------ \| ------------------- \| ------------------ \| ------------------ \| ------------------ \| \| 1er \| José Iván Gutiérrez \| Espagne \| Caisse d'Épargne \| 26 h 27 min 07 s \| \| 2e \| Sébastien Rosseler \| Belgique \| Quick Step \| + 4 s \| \| 3e \| Michael Rogers \| Australie \| Columbia \| + 7 s \| \| 4e \| Stijn Devolder \| Belgique \| Quick Step \| + 13 s \| \| 5e \| André Greipel \| Allemagne \| Columbia \| + 14 s \| \| 6e \| Joost Posthuma \| Pays-Bas \| Rabobank \| + 19 s \| \| 7e \| Servais Knaven \| Pays-Bas \| Columbia \| + 48 s \| \| 8e \| Bram Tankink \| Pays-Bas \| Rabobank \| + 51 s \| \| 9e \| Jürgen Roelandts \| Belgique \| Silence-Lotto \| + 54 s \| \| 10e \| Piet Rooijakkers \| Pays-Bas \| Skil-Shimano \| + 1 min 02 s \| |                     |           |                  |                  |
| |                     |           |                  |                  |
| |                     |           |                  |                  |
| Classement général |                     |           |                  |                  |
| Coureur | Coureur             | Pays      | Équipe           | Temps            |
| 1er | José Iván Gutiérrez | Espagne   | Caisse d'Épargne | 26 h 27 min 07 s |
| 2e | Sébastien Rosseler  | Belgique  | Quick Step       | + 4 s            |
| 3e | Michael Rogers      | Australie | Columbia         | + 7 s            |
| 4e | Stijn Devolder      | Belgique  | Quick Step       | + 13 s           |
| 5e | André Greipel       | Allemagne | Columbia         | + 14 s           |
| 6e | Joost Posthuma      | Pays-Bas  | Rabobank         | + 19 s           |
| 7e | Servais Knaven      | Pays-Bas  | Columbia         | + 48 s           |
| 8e | Bram Tankink        | Pays-Bas  | Rabobank         | + 51 s           |
| 9e | Jürgen Roelandts    | Belgique  | Silence-Lotto    | + 54 s           |
| 10e | Piet Rooijakkers    | Pays-Bas  | Skil-Shimano     | + 1 min 02 s     |

| Classement par points | Classement par points | Classement par points | Classement par points | Classement par points |
| Coureur               | Coureur               | Pays                  | Équipe                | Points                |
| --------------------- | --------------------- | --------------------- | --------------------- | --------------------- |
| 1er                   | Jürgen Roelandts      | Belgique              | Silence-Lotto         | 113 pts               |
| 2e                    | André Greipel         | Allemagne             | Columbia              | 105 pts               |
| 3e                    | Edvald Boasson Hagen  | Norvège               | Columbia              | 105 pts               |
| 4e                    | Kenny van Hummel      | Pays-Bas              | Skil-Shimano          | 85 pts                |
| 5e                    | Borut Božič           | Slovénie              | Cycle Collstrop       | 58 pts                |
| 6e                    | Elia Rigotto          | Italie                | Team Milram           | 47 pts                |
| 7e                    | Francesco Chicchi     | Italie                | Liquigas              | 37 pts                |
| 8e                    | Bram Tankink          | Pays-Bas              | Rabobank              | 32 pts                |
| 9e                    | Carlo Westphal        | Allemagne             | Gerolsteiner          | 30 pts                |
| 10e                   | Tom Leezer            | Pays-Bas              | Rabobank              | 26 pts                |

| Classement par points | Classement par points | Classement par points | Classement par points | Classement par points |
| Coureur               | Coureur               | Pays                  | Équipe                | Points                |
| --------------------- | --------------------- | --------------------- | --------------------- | --------------------- |
| 1er                   | Jürgen Roelandts      | Belgique              | Silence-Lotto         | 113 pts               |
| 2e                    | André Greipel         | Allemagne             | Columbia              | 105 pts               |
| 3e                    | Edvald Boasson Hagen  | Norvège               | Columbia              | 105 pts               |
| 4e                    | Kenny van Hummel      | Pays-Bas              | Skil-Shimano          | 85 pts                |
| 5e                    | Borut Božič           | Slovénie              | Cycle Collstrop       | 58 pts                |
| 6e                    | Elia Rigotto          | Italie                | Team Milram           | 47 pts                |
| 7e                    | Francesco Chicchi     | Italie                | Liquigas              | 37 pts                |
| 8e                    | Bram Tankink          | Pays-Bas              | Rabobank              | 32 pts                |
| 9e                    | Carlo Westphal        | Allemagne             | Gerolsteiner          | 30 pts                |
| 10e                   | Tom Leezer            | Pays-Bas              | Rabobank              | 26 pts                |

| Classement de la montagne | Classement de la montagne | Classement de la montagne | Classement de la montagne | Classement de la montagne |
| Coureur                   | Coureur                   | Pays                      | Équipe                    | Points                    |
| ------------------------- | ------------------------- | ------------------------- | ------------------------- | ------------------------- |
| 1er                       | Floris Goesinnen          | Pays-Bas                  | Skil-Shimano              | 30 pts                    |
| 2e                        | Lars Bak                  | Danemark                  | CSC Saxo Bank             | 15 pts                    |
| 3e                        | Bram Tankink              | Pays-Bas                  | Rabobank                  | 9 pts                     |
| 4e                        | Leif Hoste                | Belgique                  | Silence-Lotto             | 6 pts                     |
| 5e                        | Maarten Wynants           | Belgique                  | Quick Step                | 5 pts                     |
| 6e                        | André Greipel             | Allemagne                 | Columbia                  | 3 pts                     |
| 7e                        | Marco Marcato             | Italie                    | Cycle Collstrop           | 3 pts                     |
| 8e                        | Mirko Selvaggi            | Italie                    | Cycle Collstrop           | 3 pts                     |
| 9e                        | David Deroo               | France                    | Skil-Shimano              | 3 pts                     |
| 10e                       | Anders Lund               | Danemark                  | CSC Saxo Bank             | 1 pt                      |

| Classement de la montagne | Classement de la montagne | Classement de la montagne | Classement de la montagne | Classement de la montagne |
| Coureur                   | Coureur                   | Pays                      | Équipe                    | Points                    |
| ------------------------- | ------------------------- | ------------------------- | ------------------------- | ------------------------- |
| 1er                       | Floris Goesinnen          | Pays-Bas                  | Skil-Shimano              | 30 pts                    |
| 2e                        | Lars Bak                  | Danemark                  | CSC Saxo Bank             | 15 pts                    |
| 3e                        | Bram Tankink              | Pays-Bas                  | Rabobank                  | 9 pts                     |
| 4e                        | Leif Hoste                | Belgique                  | Silence-Lotto             | 6 pts                     |
| 5e                        | Maarten Wynants           | Belgique                  | Quick Step                | 5 pts                     |
| 6e                        | André Greipel             | Allemagne                 | Columbia                  | 3 pts                     |
| 7e                        | Marco Marcato             | Italie                    | Cycle Collstrop           | 3 pts                     |
| 8e                        | Mirko Selvaggi            | Italie                    | Cycle Collstrop           | 3 pts                     |
| 9e                        | David Deroo               | France                    | Skil-Shimano              | 3 pts                     |
| 10e                       | Anders Lund               | Danemark                  | CSC Saxo Bank             | 1 pt                      |

| Classement par équipes | Classement par équipes | Classement par équipes | Classement par équipes |
| Équipe                 | Équipe                 | Pays                   | Temps                  |
| ---------------------- | ---------------------- | ---------------------- | ---------------------- |
| 1re                    | Columbia               | États-Unis             | 79 h 22 min 09 s       |
| 2e                     | Quick Step             | Belgique               | + 59 s                 |
| 3e                     | Rabobank               | Pays-Bas               | + 1 min 52 s           |
| 4e                     | Astana                 | Luxembourg             | + 2 min 16 s           |
| 5e                     | Skil-Shimano           | Pays-Bas               | + 3 min 53 s           |
| 6e                     | Cycle Collstrop        | Pays-Bas               | + 5 min 01 s           |
| 7e                     | Silence-Lotto          | Belgique               | + 17 min 43 s          |
| 8e                     | Liquigas               | Italie                 | + 18 min 15 s          |
| 9e                     | CSC Saxo Bank          | Danemark               | + 18 min 57 s          |
| 10e                    | AG2R-La Mondiale       | France                 | + 21 min 12 s          |

| Classement par équipes | Classement par équipes | Classement par équipes | Classement par équipes |
| Équipe                 | Équipe                 | Pays                   | Temps                  |
| ---------------------- | ---------------------- | ---------------------- | ---------------------- |
| 1re                    | Columbia               | États-Unis             | 79 h 22 min 09 s       |
| 2e                     | Quick Step             | Belgique               | + 59 s                 |
| 3e                     | Rabobank               | Pays-Bas               | + 1 min 52 s           |
| 4e                     | Astana                 | Luxembourg             | + 2 min 16 s           |
| 5e                     | Skil-Shimano           | Pays-Bas               | + 3 min 53 s           |
| 6e                     | Cycle Collstrop        | Pays-Bas               | + 5 min 01 s           |
| 7e                     | Silence-Lotto          | Belgique               | + 17 min 43 s          |
| 8e                     | Liquigas               | Italie                 | + 18 min 15 s          |
| 9e                     | CSC Saxo Bank          | Danemark               | + 18 min 57 s          |
| 10e                    | AG2R-La Mondiale       | France                 | + 21 min 12 s          |

## Évolution des classements
| Étape (Vainqueur)               | Classement général  | Classement par points | Classement montagne | Classement par équipes |
| ------------------------------- | ------------------- | --------------------- | ------------------- | ---------------------- |
| Prologue (José Iván Gutiérrez)  | José Iván Gutiérrez | non décerné           | non décerné         | Caisse d'Épargne       |
| 1re étape (Tom Boonen)          | José Iván Gutiérrez | Tom Boonen            | Floris Goesinnen    | Caisse d'Épargne       |
| 2e étape (André Greipel)        | José Iván Gutiérrez | Tom Boonen            | Floris Goesinnen    | Caisse d'Épargne       |
| 3e étape (Daniele Bennati)      | Daniele Bennati     | Tom Boonen            | Floris Goesinnen    | Caisse d'Épargne       |
| 4e étape (Tom Boonen)           | André Greipel       | Tom Boonen            | Floris Goesinnen    | Caisse d'Épargne       |
| 5e étape (Carlo Westphal)       | André Greipel       | Jürgen Roelandts      | Floris Goesinnen    | Team Columbia          |
| 6e étape (Edvald Boasson Hagen) | André Greipel       | Jürgen Roelandts      | Floris Goesinnen    | Team Columbia          |
| 7e étape (Raivis Belohvoščiks)  | José Iván Gutiérrez | Jürgen Roelandts      | Floris Goesinnen    | Team Columbia          |

## Liste des participants
| Caisse d'Épargne | Silence-Lotto | Rabobank |
| - 01. José Iván Gutiérrez - 02. Francisco Pérez Sánchez - 03. Arnaud Coyot - 04. Mathieu Drujon (NP 5e) - 05. Joan Horrach (A 4e) - 06. Marlon Pérez - 07. Nicolas Portal - 08. Luis León Sánchez                       | - 11. Leif Hoste - 12. Glenn D'Hollander (NP 5e) - 13. Francis De Greef - 14. Wim De Vocht - 15. Bert Roesems - 16. Jürgen Roelandts - 17. Geert Steurs - 18. Maarten Tjallingii (NP 5e)                                   | - 21. Joost Posthuma - 22. Bram de Groot - 23. Mathew Hayman - 24. Sebastian Langeveld - 25. Tom Leezer - 26. Gerben Löwik - 27. Michiel Elijzen (A 4e) - 28. Bram Tankink                                     |
| Quick Step | Astana | Team Columbia |
| - 31. Tom Boonen (NP 5e) - 32. Wilfried Cretskens - 33. Steven de Jongh - 34. Stijn Devolder - 35. Kevin Hulsmans - 36. Sébastien Rosseler - 37. Gert Steegmans - 38. Maarten Wynants                                   | - 41. Sergueï Ivanov - 43. Koen de Kort - 44. Thomas Frei - 45. Benoît Joachim - 46. Aaron Kemps - 47. Steve Morabito (A 2e) - 48. Berik Kupeshov                                                                          | - 51. Michael Rogers - 52. Edvald Boasson Hagen - 53. John Devine - 54. André Greipel - 55. Roger Hammond - 56. Andreas Klier - 57. Servais Knaven - 58. Marcel Sieberg                                        |
| Skil-Shimano | Gerolsteiner | Team Milram |
| - 61. Sebastian Siedler (NP 6e) - 62. Roy Curvers - 63. David Deroo - 64. Floris Goesinnen - 65. Piet Rooijakkers - 66. Kenny van Hummel - 67. Tom Veelers - 68. Robert Wagner                                          | - 71. Robert Förster (A 4e) - 72. Thomas Fothen (NP 5e) - 74. Sven Krauss - 75. Stephan Schreck (A 4e) - 76. Heinrich Haussler (NP 5e) - 77. Carlo Westphal                                                                | - 81. Markus Eichler - 82. Luca Barla - 83. Artur Gajek (A 4e) - 84. Dennis Haueisen (NP 6e) - 85. Fabio Sabatini (A 4e) - 86. Enrico Poitschke - 87. Elia Rigotto - 88. Marco Velo                            |
| Liquigas | Cycle Collstrop | Crédit agricole |
| - 91. Daniele Bennati (NP 5e) - 92. Maciej Bodnar - 93. Francesco Chicchi - 94. Claudio Corioni (NP 5e) - 95. Alberto Curtolo - 96. Mauro Da Dalto - 97. Enrico Franzoï (NP 5e) - 98. Frederik Willems                  | - 101. David Kopp - 102. Borut Božič - 103. Sergey Rudaskov - 104. Michał Gołaś - 105. Sergueï Lagoutine (NP 5e) - 106. Marco Marcato - 107. Matthé Pronk - 108. Mirko Selvaggi                                            | - 111. Simon Gerrans - 112. Jimmy Engoulvent - 113. Angelo Furlan - 114. Jeremy Hunt (NP 5e) - 115. Christophe Kern (NP 5e) - 116. Cyril Lemoine (NP 5e) - 117. Julien Simon - 118. Yannick Talabardon (NP 5e) |
| AG2R La Mondiale | La Française des jeux | Cofidis |
| - 121. Yuriy Krivtsov (A 4e) - 122. Christophe Edaleine - 123. Jean-Patrick Nazon (A 4e) - 124. Laurent Mangel - 125. Cédric Pineau - 126. Jean-Charles Sénac - 127. Stéphane Poulhiès (A 4e) - 128. Stijn Vandenbergh  | - 131. Philippe Gilbert (NP 3e) - 132. Mickaël Delage (NP 5e) - 133. Timothy Gudsell - 134. Yauheni Hutarovich - 135. Gianni Meersman (A 2e) - 136. Jérôme Coppel - 137. Yoann Offredo - 138. Jelle Vanendert (NP 5e)      | - 141. Samuel Dumoulin - 142. Alexandre Blain - 143. Florent Brard - 144. Frank Høj - 145. Damien Monier - 146. Rein Taaramäe - 147. Romain Villa                                                              |
| Scott-American Beef | CSC-Saxo Bank | Lampre |
| - 151. Rubens Bertogliati - 152. Raúl Alarcón - 153. Raivis Belohvoščiks - 154. Eros Capecchi (NP 7e) - 155. Ermanno Capelli - 156. Jesús del Nero Montes - 157. Denis Flahaut - 158. Luciano André Pagliarini Mendonça | - 161. Matti Breschel (NP 5e) - 162. Lars Ytting Bak - 163. Jurgen Van Goolen (NP 5e) - 164. Matthew Goss - 165. Juan José Haedo (A 4e) - 166. Kasper Klostergaard - 167. Anders Lund - 168. André Steensen (A 2e)         | - 171. Fabio Baldato (A 4e) - 172. Sylwester Szmyd (A 4e) - 174. Matteo Bono - 177. Andrea Grendene - 178. Daniele Righi                                                                                       |
| Bouygues Telecom | Euskaltel-Euskadi | |
| - 181. Aurélien Clerc (NP 5e) - 182. Olivier Bonnaire (NP 5e) - 183. Mathieu Claude - 184. Nicolas Crosbie (A 2e) - 186. Yohann Gène - 187. Franck Renier - 188. Sébastien Turgot                                       | - 191. Aitor Hernández Gutiérrez - 192. Josu Agirre Aseginolaza - 193. Beñat Albizuri Aransolo - 194. Javier Aramendia - 195. Dionisio Galparsoro (A 1re) - 196. Andoni Lafuente Olaguibel - 198. Gorka Verdugo Marcotegui | |